# (99983) 1981 EF22
(99983) 1981 EF22 es un asteroide perteneciente al cinturón de asteroides, descubierto el 2 de marzo de 1981 por Schelte John Bus desde el Observatorio de Siding Spring, Nueva Gales del Sur, Australia.

## Designación y nombre
Designado provisionalmente como 1981 EF22.

## Características orbitales
1981 EF22 está situado a una distancia media del Sol de 2,349 ua, pudiendo alejarse hasta 2,821 ua y acercarse hasta 1,876 ua. Su excentricidad es 0,200 y la inclinación orbital 2,710 grados. Emplea 1315,02 días en completar una órbita alrededor del Sol.

## Características físicas
La magnitud absoluta de 1981 EF22 es 16,2.